# Castaignos-Souslens
 Castaignos-Souslens  (en occitano Castanhós-Solens) es una población y comuna francesa, situada en la región de Aquitania, departamento de Landas, en el distrito de Dax y cantón de Amou.

## Demografía
| 279 | 277 | 276 | 263 | 316 | 358 |
| Para los censos de 1962 a 1999 la población legal corresponde a la población sin duplicidades (Fuente: INSEE [Consultar]) |     |     |     |     |     |